# ケプラー42b
ケプラー42b(英語:Kepler-42b)とは地球から見てはくちょう座の方向に126光年離れたところにある太陽より非常に小さい赤色矮星、ケプラー42を公転している太陽系外惑星である。

## 特徴

### 物理的特徴
| 地球 | ケプラー42b |
| ---- | ----------- |
| 地球 | Exoplanet   |

この惑星はトランジット法で発見されたため、半径は地球の0.78倍であると分かっているが、質量は上限しか分からない。その上限は地球の2.73倍であるが、実際はこれよりも低いと考えられている。

### 恒星
| 太陽 | ケプラー42 |
| ---- | ---------- |
| 太陽 | Exoplanet  |

この惑星の主星ケプラー42はスペクトル型MのM型主系列星、つまり赤色矮星であるため、太陽よりも非常に小さい。質量は太陽の0.13倍、半径は太陽の0.17倍である。視等級は16.124であるため肉眼では見えない。

### 軌道
ケプラー42bは主星から0.0116 au離れた位置を公転しており、これは地球と太陽間の距離の約100分の1である。恒星と近いため温度はかなり高く、温室効果などの大気の影響を除いた時の温度(平衡温度)は519 K(246 ℃)にもなる。液体の水が存在できず、暑すぎるためハビタブルゾーンの内側である。軌道離心率は0.04であるためほとんど円軌道に近い軌道をとる。